# The Gray Ghost
The Gray Ghost er en amerikansk stumfilm fra 1917 af Stuart Paton.

## Medvirkende
- Harry Carter.
- Priscilla Dean som Morn Light.
- Emory Johnson som Wade Hildreth.
- Eddie Polo som Marco.
- Gypsy Hart som Cecilia.